# Ana Olivera
Pour les articles homonymes, voir Olivera.
Ana María Olivera Pessano, née le 17 décembre 1953 à Montevideo, est une professeur de lettres et femme politique uruguayenne, membre du Parti communiste (PCU). Elle est maire de la capitale de 2010 à 2015.

## Biographie

### Du MLN-T au gouvernement Vázquez
Ana Olivera milite dans sa jeunesse au Mouvement de libération nationale - Tupamaros (MLN-T), avant de s'exiler à Cuba puis en France après le coup d'État de juin 1973. Elle quitte cependant les Tupamaros en France, pour rejoindre le Parti communiste d'Uruguay (PCU), revenant au pays lors de la transition démocratique des années 1980, devenant professeur de lettres dans l'enseignement secondaire.
En 1995, elle est nommée par le maire de Montevideo, Mariano Arana, directrice de la division d'administration locale, poste qu'elle conserve jusqu'en 1999, devenant alors directrice générale du département de décentralisation, jusqu'en juillet 2000. Lors du second mandat d'Arana à la municipalité de Montevideo, elle devient directrice de la division de la région ouest jusqu'en 2003, date à laquelle elle retrouve son poste de directrice générale du département de décentralisation.
En mars 2005, après l'investiture de Tabaré Vázquez, président de l'Uruguay, elle est nommée vice-ministre du Développement social, assistant la ministre Marina Arismendi (PCU). Elle est également chargée au Conseil national des médicaments, à la Table de coordination de la Sécurité sociale et présidente du Conseil consultatif honoraire de l'enfance et de l'adolescence.

### Maire de Montevideo

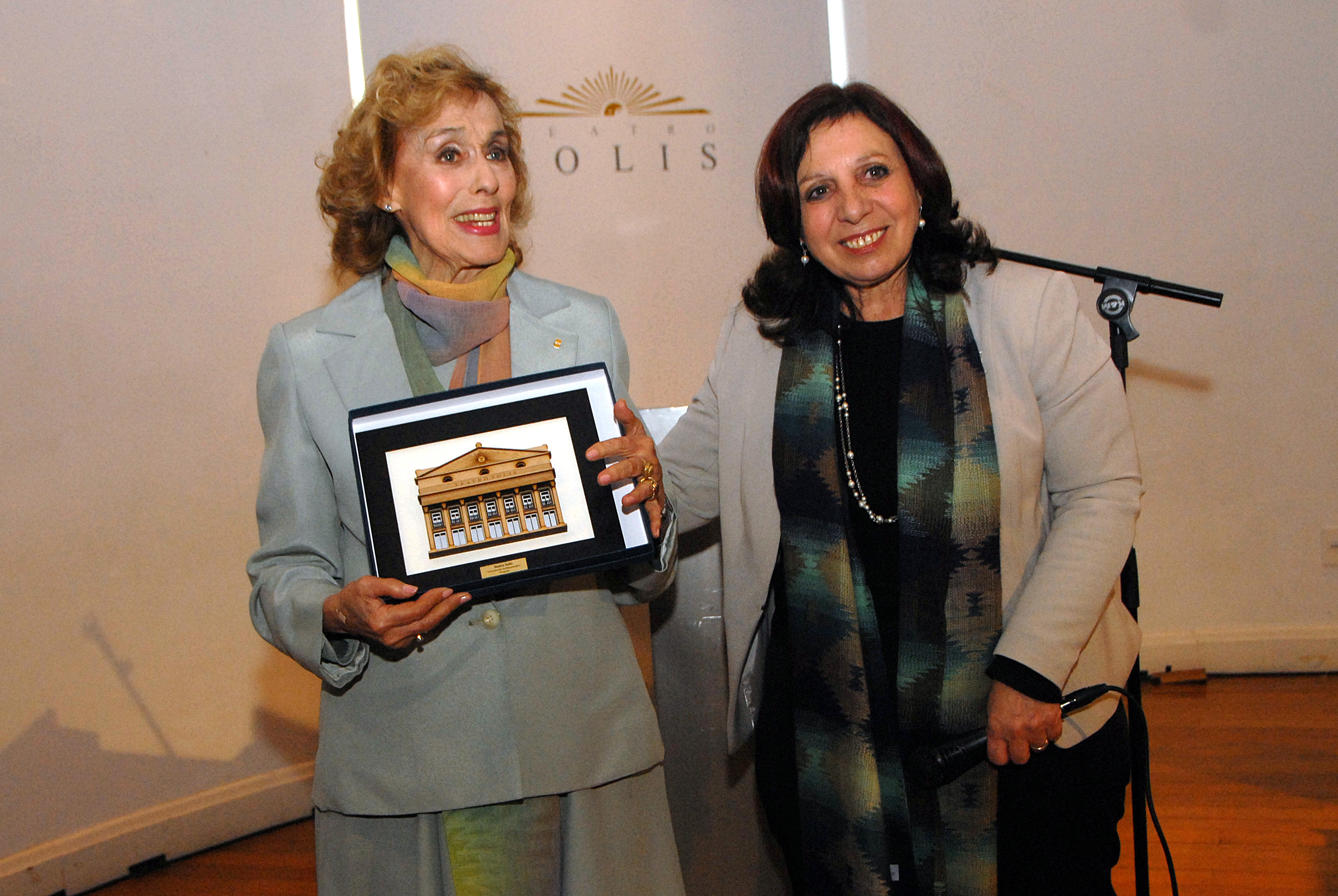
Ana Olivera avec l'actrice Estela Medina, lors de l'inauguration de la salle du théâtre Solis qui porte son nom (2015).

À la suite de l'investiture de José Mujica en 2010 en tant que successeur de Tabaré Vázquez, le Front large lui propose le portefeuille de ministre du Développement social. Mais elle est choisie comme candidate unique du Front large pour les élections municipales de mai 2010 à Montevideo,; le socialiste Daniel Martínez était également en lice pour cette candidature au sein du Front large. 
Le 9 mai 2010, elle est élue intendante du département de Montevideo (maire) avec environ 47 % des voix, contre 21 % pour le candidat du Parti Blanco et 18 % pour le Parti Colorado. Les voix en faveur du Front large connaissent une baisse de 15 % à Montevideo par rapport à 2005, tandis que l'ensemble des abstentions et votes nuls monte de 4 à 13 %. Cette nouvelle victoire électorale du Front large est ainsi moindre qu'en 2005. Elle prend ses fonctions le 8 juillet suivant.
Après cinq ans de mandat, elle quitte son poste le 9 juillet 2015, redevenant vice-ministre du Développement social.